# No Holds Barred: The Match/The Movie
No Holds Barred: The Match/The Movie — PPV-шоу, производства американского рестлинг-промоушна World Wrestling Federation (WWF, ныне WWE). Программа вышла в эфир 27 декабря 1989 года и состояла из фильма «Все захваты разрешены» в полном объёме, за которым последовал матч, ранее записанный на записи Wrestling Challenge 12 декабря на арене Nashville Municipal Auditorium в Нашвилле, Теннесси, США.
Халк Хоган и Брутус Бифкейк победили Рэнди Сэвиджа и Зевса в матче в стальной клетке продолжительностью 10:27.
Это было одно из немногих PPV-шоу, которое не было доступно для потокового вещания при запуске сервиса WWE Network, хотя в 2018 году матч в стальной клетке стал доступен как часть сборника WWE Supertape в разделе Classic Home Video.

## Справка
В главном событии встретились Халк Хоган и Зевс в противоборствующих командах. Хоган объединился с давним другом Брутусом Бифкейком, а Зевс — с Рэнди Сэвиджем. Все четверо были вовлечены в переплетенную вражду с лета. Зевс несколько раз появлялся на мероприятиях WWF и выступал с заявлениями о том, что именно он, а не Хоган, должен был получить главный чек за фильм «Все захваты разрешены». Тем временем, пока Хоган и Сэвидж враждовали за титул чемпиона мира WWF в тяжелом весе, Бифкейк начал враждовать с Сэвиджем после того, как Бифкейк оскорбил менеджера Сэвиджа Сенсационную Шерри во время телепередачи. На шоу SummerSlam 1989 года Хоган и Бифкейк победили Саваджа и Зевса, после чего вражда между ними затихла на несколько месяцев, так как Зевс стал появляться вместе с Тедом Дибиаси в преддверии Survivor Series 1989 года. В отличие от SummerSlam 1989 года, Мисс Элизабет не появилась на этом шоу.

## Результаты
| №                                                          | Результаты                                                                                        | Условия                                                    | Время |
| ---------------------------------------------------------- | ------------------------------------------------------------------------------------------------- | ---------------------------------------------------------- | ----- |
| 1D                                                         | Дасти Роудс победил Биг Босс Мена                                                                 | Одиночный матч                                             | —     |
| 2D                                                         | Последний воин (c) победил Дино Браво                                                             | Одиночный матч за титул интерконтинентального чемпиона WWF | —     |
| 3D                                                         | «Колоссальное соединение» (Андре Гигант и Хаку) победили «Разрушение» (Экс и Смэш) (c) по отсчёту | Командный матч за командное чемпионство WWF                | —     |
| 4D                                                         | Мистер Совершенство победил Ронни Гарвина                                                         | Одиночный матч                                             | —     |
| 5                                                          | Халк Хоган и Брутус Бифкейк победили Рэнди Сэвиджа и Зевса (с Королевой Шерри)                    | Командный матч в стальной клетке                           | 10:27 |
| - (ч) – чемпион на начало матча - D – означает тёмный матч |                                                                                                   |                                                            |       |